# Baraye
Baraye (persisch برای…, deutsch etwa ‚für …‘, ‚dafür …‘  oder ‚wegen …‘) ist eine Ballade des iranischen Musikers Shervin Hajipour aus dem Jahr 2022. Das Lied wurde am 28. September 2022 zunächst auf Instagram veröffentlicht und schnell zur inoffiziellen Hymne der Proteste im Iran. Der Song wurde von zahlreichen Künstlern in andern Ländern gecovert.

## Entstehung
Den Songtext hat Hajipour aus Online-Kommentaren von Demonstranten zusammengesetzt, in denen sie begründen, warum sie auf die Straße gehen. „Für die Sehnsucht nach einem normalen Leben, für Tanzen auf den Straßen, für Küssen ohne Angst, für die verrosteten Köpfe“, lauten Teile des Songs.
In einer Zeile erwähnt Hajipour den kleinen Geparden Pirus aus einer vom Aussterben gefährdeten Unterart (Acinonyx jubatus venaticus). Pirus starb am 28. Februar 2023 im Alter von zehn Monaten im Zentralen Veterinärkrankenhaus in Teheran.
Der Text gipfelt in der Zeile „Für Frau, Leben, Freiheit“, die den bekanntesten Slogan der Protestbewegung zitiert.

## Rezeption
Die iranischen Behörden reagierten hart. Sie nahmen Hajipour fest und zwangen ihn, das Stück schon zwei Tage nach der Veröffentlichung von seinem Instagram-Kanal zu löschen. Bis dahin war er aber schon rund 40 Millionen Mal aufgerufen worden und hatte sich bereits im Internet verbreitet.
„Dieser [Song] hat heute Nacht die persischen Sozialen Medien zusammenbrechen lassen“, schrieb der BBC-Korrespondent Bahman Kalbasi auf Twitter. „All das, was die Islamische Republik dem Volk in den 43 Jahren ihres Bestehens angetan hat, kommt in diesem Lied vor“, sagte die deutsch-iranische Journalistin Natalie Amiri. „Es ist der Sound einer ganzen Zeit“, hat die deutsch-persische Sozialwissenschaftlerin Naika Foroutan.
Bei den Grammy Awards 2023 wurde Baraye  in der neu geschaffenen Kategorie Best Song For Social Change ausgezeichnet. Vorgestellt wurde der Preis bei der Zeremonie von Jill Biden, der Frau des amtierenden US-Präsidenten Joe Biden. Hajipour kommentierte die Preisverleihung auf Twitter mit den Worten „wir haben gewonnen“.

## Coverversionen
Die britische Band Coldplay spielte am 29. Oktober 2022 den Song bei einem Konzert in Buenos Aires, das live in 81 Länder übertragen wurde. Den persischen Text sang dabei die Schauspielerin Golshifteh Farahani.
Die iranisch-amerikanische Singer-Songwriterin Rana Mansour veröffentlichte eine englischsprachige Version der Ballade auf youtube. Sie sang diese Version auch als Gastsängerin im Finale der Castingshow The Voice of Germany 2022.
Der in Israel geborene Deutsch-Rapper und Friedenspreisträger Ben Salomo verfasste mit „Ich träume“ eine sehr frei ins Deutsche übertragene Version.
Der Sänger Nico Santos veröffentlichte eine Coverversion mit dem persischen Originaltext.
Carola Häggkvist trug dieses Lied auf Schwedisch vor. Carola spielte das Lied auch im Sveriges Television.
Die in Kanada lebende Illustratorin Shabnam Adiban animierte den Song als Comic.
Eine Gruppe von 50 Kulturschaffenden in Frankreich haben das Lied auf Farsi eingesungen. Das Video hat die bekannte franko-iranische Comic-Künstlerin Marjane Satrapi („Persepolis“) gemacht, das Arrangement kommt von dem Musiker Benjamin Biolay.
Die in Deutschland lebende Sängerin Ifa veröffentlichte ein Video mit einer Heavy-Metal-Version von „Baraye“.